# Agnes Monica
Agnes Monica Muljoto (Jakarta, Indonèsia, 1 de juliol de 1986), coneguda artísticament com Agnez Mo, és una cantant pop indonèsia.
Es traslladà als Estats Units per enregistrar el seu àlbum titulat "Agnez Mo" (2013).